# Хазаз, Хаим
Хаим Хазаз (ивр. חיים הזז‎; 16 сентября 1898 — 24 марта 1973) — израильский писатель, лауреат Премии Израиля в области литературы (1953). Собрание сочинений Хазаза в 12-ти томах было выпущено в 1970 году.

## Биография
Хаим Хазаз родился в селе Сидоровичи Киевской губернии в Российской империи. Его отец, брацлавский еврей-хасид, занимался продажей леса, и семья проводила много времени в киевских лесах. Хазаз обучался у частных репетиторов и изучал как традиционные тексты на иврите, так и русский язык. В 1914 году, в возрасте 16 лет, Хазаз покинул дом и присоединился к группе студентов-евреев в Радомышле, готовясь к вступительным экзаменам. Там Хазаз познакомился с классическими и современными произведениями русских авторов. В это же время Хазаз познакомился с произведениями Хаима  Бялика в русском переводе Зеэва Жаботинского. Это привело его к знакомству с другими современным писателям на иврите и повлияло на его решение начать писать стихи на этом языке.
В 1918 году Хазаз опубликовал свое первое стихотворение «На страже» («ивр. על המשמר‎») в главном еврейском литературном журнале того времени Ха-шилоах и получил большую поддержку от его редактора Йозефа Клаузнера. То, что он стал свидетелем русской революции в Москве и других городах России, сыграло определяющую роль в его творчестве. Хотя Хазаз со студенческих лет был предрасположен к той или иной форме социализма, вскоре он разочаровался в революции. В годы гражданской войны он переезжал из города в город, был свидетелем разрухи и террора. Двигаясь на юг, в 1919 году, он добрался до Крыма и провел там, скрываясь, около двух лет. В 1921 году Хазаз навсегда покинул Россию, отплыв из порта Севастополя в Стамбул. Он прожил в Турции почти два года среди молодых евреев, которые намеревались попасть в Подмандатную Палестину, преподавал иврит в рамках молодёжного сионистского движения Гехалуц в одном из центров сельскохозяйственной подготовки сети Хахшара на ферме недалеко от Стамбула.
В 1923 году Хазаз переехал в Париж, где прославился как еврейский писатель. При поддержке издателя и филантропа Авраама Джозефа Стайбеля были опубликованы его первые крупные произведения в прозе ( еврейский журнал «Ха-Ткуфа», повествующие о бедах еврейского местечка во время большевистской революции. В 1926—1929 годах гражданской женой Хазаза была поэтесса Иохевед Бат-Мириам, с которой он впервые познакомился ещё в России, несколькими годами раньше. Их единственный сын, Наум, родился в Париже в 1928 году. Пара распалась в 1929 году, когда Бат-Мириам покинула Францию и эмигрировала Палестину.
В 1930 году Хазаз опубликовал первые два тома романа «В лесном поселении» («ביישוב של יער»). Однако два следующих тома романа, описывающие жизнь сельской еврейской семьи в Украине накануне революции 1905 года и основанные на его детских воспоминаниях, не были опубликованы.
В 1931 году Хааз иммигрировал в Британскую Палестину и поселился в Иерусалиме, где в течение первых шестнадцати лет своей жизни переезжал из одного района города в другой. Он познакомился с различными еврейскими общинами, особенно близко с йеменскими евреями, среди которых он жил. Два его великих романа о жизни йеменцев, «Ты, обитающий в садах» («היושבת בגנים») и «Яиш», были вдохновлены этим неспокойным периодом.
Первый том его собрания сочинений 1942 года, «Разбитые жернова» («ריחיים שבורים»), был одной из первых книг, опубликованных недавно образованным издательством Ам овед, которое вскоре после этого стало центральным издательством на иврите. До конца своей жизни Хазаз играл важную роль в деятельности этого издательства, и большинство его произведений было опубликовано именно там.
В 1951 году Хазаз женился на Авиве Кушнир (урожденная Гинзбург-Пелег, 1927—2019), помощнице в его начинаниях как писателя и общественного деятеля, а также впечатляющей интеллектуалке. Свое литературное наследство Хазаз завещал жене и поручил ей подготовить к печати свои неопубликованные рукописи.
Хаим Хазаз умер 24 марта 1973 года от сердечного приступа и был похоронен на старом кладбище на Елеонской горе.

## Литературная карьера
Произведения Хаима Хазаза часто включают философские дискуссии, сформулированные в чётко структурированных сценах и посредством тщательно контролируемых характеров. В своих произведениях он изображает еврейскую жизнь различных диаспор, от России до Йемена, от Франции до Турции. Большая роль также отводится Земле Израиля и, особенно, Иерусалиму. Историческая глубина еврейской истории находит выражение во всём его творчестве. По разнообразию персонажей и сюжетов, по нюансам, краскам, оттенкам и обширным темам это самое широкое повествование, когда-либо созданное одним еврейским автором, и оно несет безошибочный отпечаток традиционной еврейской литературы. В 1960-х и начале 1970-х годов Хаим Хазаз стал оратором и социальным критиком, часто выступал на собраниях израильских писателей и в различных академических учреждениях во время своих визитов в США и Европу.

## Награды и признание
- В 1942 году (совместно с Шаулем Черниховским) и повторно в 1970 году Хаим Хазаз был удостоен премии Бялика по литературе[6].
- В 1953 году ему была присуждена Премия Израиля по литературе[7], это был год основания премии.
- В 1966 году он получил литературную премию Ирвинга и Берты Ньюман от Института изучения иврита Нью-Йоркского университета.